# 松井田町八城
松井田町八城（まついだまちやしろ）は、群馬県安中市の地名。旧碓氷郡松井田町大字八城にあたる地名である。郵便番号は379-0225。

## 地理
碓氷川上流右岸に位置している。

### 河川
- 碓氷川

## 歴史
江戸時代頃からある地名で、甘楽郡の一部だった。はじめは幕府領で、元和年間から小幡藩領だった。

### 年表
- 1885年10月15日 当町に松井田駅が開業する。
- 1889年 町村制施行により碓氷郡松井田町、臼井町、坂本町、西横野村、九十九村、細野村が成立し、碓氷郡西横野村となる
- 1954年 松井田町、臼井町、坂本町、西横野村、九十九村、細野村の6町村が合併して新たに碓氷郡松井田町八城となる。
- 1962年7月15日 高崎 - 横川間電化と同時に松井田駅が約2km高崎寄りに移転し、スイッチバックが廃止された。
- 2006年3月18日 松井田町が安中市と合併し、安中市松井田町八城となる。

### 地名の由来
先倉神社のヤシロにちなむ。

## 世帯数と人口
2017年（平成29年）7月31日現在の世帯数と人口は以下の通りである。
| 町丁         | 世帯数  | 人口    |
| ------------ | ------- | ------- |
| 松井田町八城 | 459世帯 | 1,128人 |

## 教育
市立小・中学校に通う場合、学区は以下の通りとなる。
| 番地 | 小学校               | 中学校               |
| ---- | -------------------- | -------------------- |
| 全域 | 安中市立西横野小学校 | 安中市立松井田中学校 |

## 交通

### 鉄道
JR東日本信越本線松井田駅がある。

### 道路
上信越自動車道が通過。
国道はなく、県道の群馬県道51号松井田下仁田線、群馬県道213号磯部停車場妙義山線が通過。

## 施設
- JR東日本信越本線松井田駅
- 安中市立松井田南中学校跡地

## 避難所
指定緊急避難場所
- 八城集会所[7]
- 八城西住民センター
- 源ヶ原公会堂

指定避難所
- 松井田南中学校体育館[8]
- まついだ保育園